# الفحامين (البرقوقيين)
الفحامين هو دُوَّار يقع بجماعة أنجرة، إقليم الفحص أنجرة، جهة طنجة تطوان الحسيمة في المملكة المغربية. ينتمي الدوّار لمشيخة البرقوقيين التي تضم 23 دوار. يقدر عدد سكانه بـ 431 نسمة حسب الإحصاء الرسمي للسكان والسكنى لسنة 2004.

## روابط خارجية
- البوابة الوطنية للجماعات الترابية
- المندوبية السامية للتخطيط